# Замбія
Респу́бліка За́мбія — країна та держава без виходу до моря, у Південній Африці, межує на півночі з Демократичною Республікою Конго і Танзанією, сході з Малаві і Мозамбіком, на півдні із Зімбабве, Ботсваною, Намібією, на заході з Анголою. Столиця — місто Лусака, розташоване в південно-центральній частині країни. Населення зосереджене переважно навколо Лусаки на півдні й Коппербелта на північному заході.
У давнину на території Замбії мешкали койсанські народи. Регіон колонізований під час експансії банту XIII століття. Після візитів європейських дослідників у XVIII столітті (Девід Лівінгстон та інші) Замбія потрапила в руки Британської Південно-Африканської компанії в кінці XIX століття, з 1924 року офіційно стала британським протекторатом Північна Родезія. Як і більшість країн колоніального періоду, Замбія управлялася адміністрацією, призначеною з Лондона за вказівкою Британської Південно-Африканської компанії.
24 жовтня 1964 р. країна стала незалежною від Великої Британії, а тодішній прем'єр-міністр Кеннет Каунда — її першим президентом. Соціалістична Партія національної незалежності Каунди володіла владою з 1964 по 1991 рік. З 1972 по 1991-й Замбія — держава з однопартійною системою. У ролі єдиної законної політичної партії під девізом «Одна Замбія, Одна нація» виступала Партія національної незалежності.
Каунду змінив Фредерик Чілуба, соціал-демократ Руху за багатопартійну демократію в 1991 р., розпочавши період соціально-економічного зростання та децентралізацію державного управління. Леві Мванаваса, наступник Чілуби, головував країною з січня 2002-го до своєї смерті в серпні 2008 р. Йому приписують кампанії щодо зниження рівня корупції та підвищення рівня життя. Після смерті Мванаваси Рупія Банда виконував обов'язки президента до обрання президентом в 2008 р., займав посаду три роки, Банда пішов у відставку після поразки на виборах 2011 року від лідера Патріотичного фронту Майкла Чілуфа Сати.
У 2010 році Світовий банк назвав Замбію однією з найбільш швидко економічно реформованих країн світу. Штаб-квартира Спільного ринку для Східної й Південної Африки знаходиться в Лусаці.

## Географія
Див. Географія Замбії
Більшу частину території Замбії займає хвилясте плоскогір'я з висотами 1000—1350 м. На північному сході країни вздовж західного краю Центрально-Африканського ґрабена розташовані горстові гори Мучинга (максимальна висота 1893 м), на півночі — г. Сунзу (2067 м). Найвища точка Замбії — гора Намітова (2164 м) — розташована на плато Ньїка, поблизу кордону з Малаві.
Клімат країни субекваторіальний із трьома сезонами: дощовим (листопад — квітень), сухим і прохолодним (травень — липень), сухим і спекотним (серпень — жовтень).
Більша частина території Замбії дренується р. Замбезі і її притоками Кафуе і Луангва, менша частина — р. Луапула. На півночі країни знаходяться великі озера тектонічного походження — Танганьїка, Мверу, Мверу-Вантіпа. На кордоні Північної провінції і провінції Луапула розташоване велике мілководне озеро Бангвеулу. На прикордонній річці Замбезі спільно з Зімбабве створено водосховище Кариба.
Для рельєфу Замбії характерні великі плоскі улоговини — дамбос, найбільші з яких тектонічного походження і належать до Східно-Африканської зони розломів (западини Бангвеулу, ґрабен Луагві та ін.).
Головні природні визначні пам'ятки країни — водоспад Вікторія висотою 107 м на р. Замбезі на кордоні із Зімбабве, водоспад Каламбо висотою бл. 245 м на кордоні з Танзанією, транскордонний заповідник Каванго-Замбезі, якій розташований у п'яти країнах: Анголі, Ботсвані, Замбії, Зімбабве і Намібії.
Див. також: Геологія Замбії, Гідрогеологія Замбії.

## Економіка
Див. Економіка Замбії.
Замбія — аграрна країна з розвинутою гірничою промисловістю. Основа економіки — гірничодобувна промисловість та кольорова металургія. Основні галузі промисловості: гірнича (мідно- і кобальтодобувна) та переробна, текстильна, хімічна, конструкційних матеріалів, мінеральних добрив. Транспорт г.ч. автомобільний, частково — залізничний, повітряний, трубопровідний. Між Ндолою і портом Дар-ес-Салам в Танзанії функціонує нафтопровід. Міжнародні летовища є поблизу Лусаки і Ндоли.
У 1990-х роках в паливно-енергетичному балансі Замбії частка деревини становила 69 %, місцевого вугілля — 6 %, імпортної нафти — 11 %, ГЕС — 14 %. У 1990 було вироблено 7,8 млн кВт·год електроенергії, з них 19 % було експортовано в Зімбабве.
Див. також: Корисні копалини Замбії, Історія освоєння мінеральних ресурсів Замбії, Гірнича промисловість Замбії.

## Адміністративний поділ

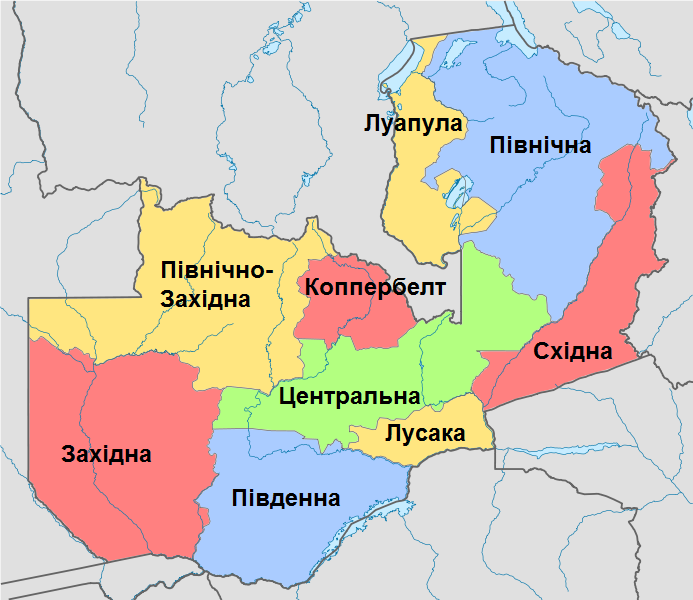
Провінції Замбії

Адміністративно територія Замбії ділиться на 10 провінцій:
1. Центральна
2. Коппербелт
3. Східна
4. Луапула
5. Лусака
6. Мучинга
7. Північна
8. Північно-Західна
9. Південна
10. Західна

У свою чергу вони поділяються на райони.

## Історія
Історію існування людини на даній території можна умовно поділити на кілька етапів:
1. Від виникнення людини до формування традиційного суспільства (1,2 млн років тому — ІІ тис. н. е.).
2. Формування політичних об'єднань, ранні класові суспільства (XVI—XIX ст.).
3. Період колоніальної експлуатації (сер. XIX ст. — 1963).
4. Незалежна країна Замбія (1963 — наш час).

### Від виникнення людини до формування традиційного суспільства
Замбія належить  до регіонів виникнення людини: homo habilis проживав на цій території 1,2 млн років тому. Зупинки мисливців раннього палеоліту знайдено в місцевості Вікторія-Фолс та Каламбо-Фолс.
У 1921 р. у штольні Брокен Хілл було знайдено залишки людини 125 тис. років тому — т. зв. «брокенгілська людина», що вміла видобувати вогонь. Поширення людини сучасного типу відбулося приблизно 20 тис. рр. до н. е.
У 1925 році в печері Мумбва знайдено сліди людини верхнього палеоліту.
У 1931—1938 дослідження А. Гатті, Р. Дарт, де Н. Гранде, Дж. Кларка підтвердили безперервність заселеності даної території, а також розвиток культури.
Мистецтво зароджується в 4-му тис. до н. е. — нащадки бушменів створювали розписи печер, петрогліфи. Наприклад, печера Чіфебва поблизу гори Чіпата.
Перехід до землеробства й скотарства відбувся 500 р. до н. е. — 1000 р. н. е. Залізні знаряддя праці замінили кам'яні. Починається міграція бантумовних племен — носіїв культури залізної ери.
На території Замбії співіснували племена різних культурних рівнів. Бушмени поступово асимілювали або переселилися в тропічний ліс чи пустелю Калахарі. На південному заході досі збереглися племена мисливців й збирачів.
Відкриття металургії заліза відбулося І ст. до н. е. — І ст. н. е. Це призвело до покращення техніки мисливства. риболовлі, землеробства, скотарства. Також це викликало зріст населення й нову хвилю міграції в цей регіон.
Мачилі — найдавніше з датованих поселень залізної доби в Замбії. Тип кераміки «з прорізним орнаментом».
У V—VI ст. починають розробляти мідь й сіль. У XI ст. з'являється кераміка нового типу — Луангва. Представники цієї культури є пращурами сучасних племен чева, нсенга, нгоні, тумбука, солі, лала, бемба, лунгу та ін. Вони прийшли з району Південного Заїру. У цих племен скотарство превалювало над землеробством.
Розкопки Дж. Вогеля й Дж. Егана призвели до відкриття типу кераміки «каломо» — відрізняється простотою форм й орнаментів. Будували овальні в плані поселення. Метали використовували для виготовлення прикрас, знарядь праці та зброї.
У XIV—XV ст. торговим центром у злитті річок Замбезі й Кафеу було Інгомбе Іледе. Знайдено поховання 11 людей, представників аристократії. Серед племені була поширена віра в сили природи й духів предків.
Пращури народів іла, тонга прийшли на цю територію в XI — XIII ст. Не створили єдиної політичної організації, можливо, через міграційні процеси. Пізніше через їх території пролягали шляхи арабських й португальських торговців. Харчувалися кукурудзяною кашою, кислим молоком, кукрудзяним пивом та напоєм «сібванта» (квас). Виготовляли меблі, музичні інструменти.
Назва племені «малаві», можливо, походить від слова «коваль», оселилися на цій території в XIV ст., пізніше частково емігрували на територію Малаві й Мозамбіка.

### Формування політичних об'єднань, ранні класові суспільства
У цей період міграційні процеси відбувалися не тільки через соціальні й економічні процеси, а й політичні. Виникають міжплемінні політичні організації, об'єднання племен, сильніші племена при цьому поглинали слабші. Вождь відповідав за організацію сільськогосподарських робіт, був політичним, а також релігійним лідером, хранителем легенд, посередником між людьми й духами, миротворцем підлеглих племен.
Мараві — одне з перших політичних організації XV ст. У союзі Чева рідство передавалося за материною лінією, владу наслідував старший син сестри вождя. Жрицями були жінки. Девід Лівінгстон описав складність жіночої праці — вони вирощували кукурудзу, рис, ямс.
Казембе — союз в районі річки Луапула та озера Мверу. У XVIII ст. правитель Муато Ямво відправив брата Мутанду Джембейембе для створення торговельного агенті, проте той знайшов поклади солі й не повернувся до Муато Ямво. На територію Казембе не допускалися місіонери й торговці. У 1798 році губернатор володіння в Мозамбіку Ф.- Ж. ді Ласерда-і-Аллмейда описав їх посередницьку роль в работоргівлі.
Вожді союзу Лозі (чи Баротсе) також були нащадками Муато Ямве або Казембе.
У сер. XVII ст. утворився союз луї («луйана» — річні люди). Характерна білатеральна система (рідство за батьківською й материною лініями одночасно). Вождем виступав Муламбва (1790—1835). Їм інші племена платили данину.
У першій третині XIX ст. починається міграція макололо — скотарів із мовою сікололо. Вони господарювали на цій території з 1838 по 1864 рр. Їх переміг син останнього вождя луї, проте прийдешні макололо на цей час настільки асимілювали з місцевим населенням, що утворили нову етнічну одиницю. Із 1878 року існувала нова династія Баротселенда, що продовжується й до наших днів.
Бемба прийшли на цю територію в І половині XVIII ст. Увійшли в союз з арабами, завдяки чому отримали вогнепальну зброю. Провели війни у 1820—1840 та 1860—1880 рр. Резиденція вождя в Касаме.

## Населення
За підсумками перепису 2010 року населення Замбії становило 13 092 666 осіб. Замбія — етнічно різноманітна, в країні живуть 73 різні племена. Під час окупації британцями між 1911 і 1963 роками країна залучала іммігрантів з Європи та Індійського субконтиненту. Хоча більшість європейців виїхали після краху правління білої меншини, багато азіатів залишились.
Під час першого перепису, проведеного 7 травня 1911 року, в країні було загалом 1497 європейців; 39 азіатів та приблизно 820 000 африканців. Чорношкірі африканці не враховувались у шести переписах населення, проведених у 1911, 1921, 1931, 1946, 1951 та 1956 роках до часів незалежності. До 1956 року в країні знаходилися 65 277 європейців, 5450 азіатів, приблизно 2,1 млн африканців.
Під час перепису населення 2010 року 99,2 % були чорношкірими африканцями, а 0,8 % населення складалися з інших расових груп.

## Культура
У період між двома світовими війнами було зібрано багатий етнографічний матеріал, що став основою для публікації монографій та наукових статей М. Глакмена, М. Троувела, Дж. Моффат Томсона, Н. Джонса, Т. Вілсона, М. Хантера.
У 1934 році заснували Меморіальний музей Лівінгстона (із 1951 — Родса-Лівінгстона), перший історико-краєзнавчий центр.
Із 1908 в Лівінгстоні працювала перша платна публічна бібліотека. У 1947 створено перший архів (документи з 1895 р.).
У 1920-1930-ті рр. африканці-члени християнських місій збирали дані щодо місцевих вірувань, мов, проте науковці-замбійці з'явилися тільки в 1950-ті роки (раніше університети й вищі технічні школи навчали тільки біле населення).
У період зростання національної самосвідомості нечисленна інтелігенція виступала за збереження національних традицій. У 1939 р. утворено перший ансамбль, що виконував пісні на місцевих національних мовах.

### Незалежна Замбія
У 1960-ті роки створено культурний центр Марамба — модель африканського села просто неба.
Основою для сучасної замбійської літератури став народний епос, легенди й інший фольклорний матеріал. Відомо, що при дворі лозі, лунда утримували велику кількість народних співців, що розповідали про легендарне й історичне минуле племені. Прозаїки XX ст.: С. Мпаші, П. Мушиндо, У. Чишимба, Ф. Мулікита, А. Читаука. Також існує англомовна література.
Театр розвивається також з народних традицій: весільних церемоній, ритуалів ініціації, релігійних містерій, колективних танців. Сучасний театр формується з 1960-х рр.
У кінематографі основну роль займає документальний жанр.

## Спорт
У країні розвивається багато видів спорту, зокрема футбол. Збірна Замбії з футболу була чемпіоном Африки 2012 р.